# Хе Ден Ер
Хе Ден Ер (1913 год, Корея — 7 мая 1983 года, Душанбе, Таджикская ССР) — звеньевой колхоза имени Димитрова Нижне-Чирчикского района Ташкентской области, Узбекская ССР. Герой Социалистического Труда (1951).

## Биография
Родился в 1913 году в крестьянской семье в Корее. В начале 1920-х годов вместе с родителями иммигрировал в Приморскую область.
В 1931 году окончил шесть классов неполной средней школы в одном из сельских населённых пунктов Спасского района Дальневосточного края. В 1933 году окончив сельскохозяйственный техникум, преподавал корейский язык в начальной школе.
В 1937 году депортирован в Ташкентскую область Узбекской ССР. Трудился рядовым колхозником в корейском колхозе имени Сегизбаева (позднее — колхоз имени Стаханова (с 1938 года), имени Димитрова (с 1943 года), имени Беруни) Нижне-Чирчикского района. В 1942 году назначен звеньевым полеводческого звена.
В 1950 году звено Хе Ден Ера получило в среднем по 92 центнера зеленцового стебля кенафа с каждого гектара на участке площадью 11,5 гектаров. Указом Президиума Верховного Совета СССР от 17 июля 1951 года «за получение в 1950 году высоких урожаев зеленцового стебля кенафа на поливных землях при выполнении колхозами обязательных поставок и контрактации по всем видам сельскохозяйственной продукции, натуроплаты за работу МТС и обеспеченности семенами всех культур для весеннего сева» удостоен звания Героя Социалистического Труда с вручением ордена Ленина и золотой медали «Серп и Молот».
С 1955 года проживал в Калининском районе (сегодня — Зангиатинский район) Ташкентской области. Трудился рядовым колхозником в колхозе имени Ильича Калининского района. В 1958 году переехал в Куйбышевский район (сегодня — район Абдурахмана Джами Хатлонской области) Таджикистана, где работал рисоводом в колхозе «Новабад» Куйбышевского района.
Последние годы своей жизни проживал в Душанбе. Скончался в мае 1983 года.